# Turritopsis fascicularis
Turritopsis fascicularis är en nässeldjursart som beskrevs av John Fraser 1943. Turritopsis fascicularis ingår i släktet Turritopsis och familjen Oceanidae. Inga underarter finns listade i Catalogue of Life.